# La Bataille silencieuse
Pour plus de détails, voir Fiche technique et Distribution.
La Bataille silencieuse est un film français réalisé par Pierre Billon, sorti en 1937.

## Synopsis
Un jeune journaliste parti en reportage avec les papiers d'un camarade se trouve mêlé à des affaires de trafic d'armes. Le hasard le met en contact avec Draguicha, une étudiante serbe qui, abusée par des hommes d'affaires, prépare un attentat contre l'Orient-Express...

## Fiche technique
- Titre : La Bataille silencieuse
- Réalisation : Pierre Billon, assisté d'Henri Aisner
- Scénario d'après le roman Le Poisson chinois de Jean Bommart
- Dialogues : Jacques Natanson
- Musique : Louis Beydts
- Photographie : Louis Page, Joseph-Louis Mundwiller et Henri Barreyre
- Assistant cameraman : Henri Alekan
- Ingénieur du son : Loubet
- Directeur de production : Georges Lampin
- Société de production : Héraut-Film (Paris)
- Montage : Leonide Azar
- Décors : Aimé Bazin
- Costumes : Boris Bilinsky
- Pays d'origine : France
- Format : Noir et blanc - 1,37:1 - Mono - 35 mm
- Genre : Comédie dramatique
- Durée : 113 minutes
- Date de sortie : 9 septembre 1937

## Distribution
- Pierre Fresnay : Bordier
- Kate de Nagy : Draguicha
- Michel Simon : Sauvin
- Renée Corciade : L'Américaine
- Abel Tarride : Bartoff
- Ernest Ferny : Méricant
- André Alerme : le directeur du journal
- Pierre Sergeol : Fernando
- Geno Ferny : Ernest
- Albert Gercourt : Sanneman
- Pierre Huchet : le secrétaire
- Paul Marcel : le vieux monsieur
- René Bergeron
- Claire Gérard : la patronne de la pension
- Max Dalban : Robert
- Teddy Michaud
- Pierre Finaly : le directeur de la Sûreté
- Philippe Richard : le commandant
- Nicolas Amato : le douanier serbe
- Edmond Beauchamp
- Jacques Beauvais : le serveur du wagon-restaurant
- Marguerite de Morlaye : une dame à la gare
- Eugène Stuber : le déménageur de piano

## Autour du film
- Un remake britannique sera tourné en 1939 sous le titre The Silent Battle.